# María Luisa Carcedo
María Luisa Carcedo Roces (ur. 30 sierpnia 1953 w San Martín del Rey Aurelio) – hiszpańska polityk, lekarka i samorządowiec, działaczka Hiszpańskiej Socjalistycznej Partii Robotniczej (PSOE), posłanka do Kongresu Deputowanych, senator, w latach 2018–2020 minister zdrowia, konsumentów i opieki społecznej w rządzie Hiszpanii.

## Życiorys
Absolwentka medycyny na Universidad de Oviedo, specjalizowała się w zakresie medycyny pracy. Pracowała jako lekarka w jednostkach służby zdrowia m.in. w Gijón. Zaangażowała się w działalność polityczną w ramach socjalistycznej partii PSOE. W latach 1984–1991 była zatrudniona w administracji Asturii, m.in. kierowała dyrekcją generalną do spraw zdrowia publicznego. W latach 1991–2004 była posłanką do regionalnego parlamentu. W latach 1991–1995 zasiadała w rządzie Asturii, odpowiadając za ochronę środowiska i urbanistykę.
Od 2004 do 2015 sprawowała mandat posłanki do Kongresu Deputowanych VIII, IX i X kadencji. Następnie z ramienia wspólnoty autonomicznej Asturii zasiadła w Senacie. Dołączyła do władz krajowych PSOE jako sekretarz wykonawczy do spraw zdrowia. W czerwcu 2018 powołana na rządowego komisarza do spraw przeciwdziałania ubóstwu wśród dzieci. We wrześniu 2018 została ministrem zdrowia, konsumentów i opieki społecznej w hiszpańskim rządzie Pedra Sáncheza. Zastąpiła Carmen Montón, która po trzech miesiącach urzędowania złożyła rezygnację po ujawnieniu nieprawidłowości związanych z uzyskaniem przez nią dyplomu ukończenia studiów.
W kwietniu 2019 i listopadzie 2019 ponownie wybierana do Kongresu Deputowanych. W styczniu 2020 zakończyła pełnienie funkcji ministra.